# Tayloria purpurascens
Tayloria purpurascens là một loài rêu trong họ Splachnaceae. Loài này được (Hook. f. & Wilson) Broth. mô tả khoa học đầu tiên năm 1903.